# Теодора (Деспина Хатун) Велика Комнина
Теодора Велика Комнина (грчки: Θεοδωρα Μεγαλη Κομνηνη), такође позната као Деспина Хатун (перс. دسپینا خاتون; од грчке титуле деспина и Турско - Монголске титуле хатун, обе титуле значе "дама"), била је ћерка трапезунтског цара Јована IV Великог Комнина  и његове прве супруге, принцезе из династије Багратион, ћерке грузијског краља Александра I која се удала за владара Ак Којунлуа Узун Хасана 1458. године. Била је мајка Халиме Бегом која је била мајка првог владара из династије Сафавида, шаха Исмаила I.
Неки старији писци је називају „Катарина“. Чарлс Дил је показао да је заснована на Ду Цангеовом погрешном разумевању монголске титуле „Хатун“ као „Катарина“.
Цар Јован IV је пристао на брак само ако је његовој ћерки било дозвољено да задржи своју православну веру, што је услов са којим се Узун Хасан сложио. Деспина је била позната по својој изузетној лепоти међу Гркињама. Била је у пратњи групе православних хришћанских свештеника и дозвољено јој је да гради православне цркве у Персији. Узун Хасан је овим браком учврстио свој антиосмански савез и добио подршку многих Грка, Јермена и Грузијаца.
Брак између хришћана и муслиманских владара, иако неуобичајен, није био без преседана. Сперос Врјонис даје неколико примера из Султаната Турака Селџука, почевши од Килиџа Арслана II. Каснији пример је цар Михаило VIII Палеолог који удаје своје ванбрачне ћерке Еуфрозину и Марију за Ногај-кана и Абака-кана. Претходни цареви Трапезунта су удавали своје сестре и ћерке за муслиманске владаре, а посебно цар Алексија III, током чије су владавине две његове сестре и две његове ћерке биле удате за владаре суседних муслиманских држава.
У западној Европи, Теодора је инспирисала мит о „Принцези од Трапезунта“, део прича о дамама у невољи, као ио могућем великом крсташком рату против Турака Османлија. Легенда је инспирисала неколико уметника, укључујући Пизнела и Жака Офенбаха.

## Детињство и младост
Теодора је била ћерка цара Јована IV и његове прве жене, принцезе из династије Багратион, ћерке краља Александра I. Године 1458. била је удата за Узун Хасана, кана из туркоманског племена Ак Којунлу; стриц Давид ју је одвео на венчање.

## Политички брак
У време склапања брака, Царство њеног оца цара Јована IV суочило се са озбиљном претњом. Цариград је пао у руке османског султана Мехмеда II 1453. Султан Мехмед II је 1456. године, наредио свом гувернеру Четиру да заузме Трапезунт; напад није успео, али је цар Јован IV био приморан да призна врховну власт султана Мехмеда II како би спречио даље нападе. Султан Мехмед II је постепено анектирао последње византијске поседе у Мореји, довршивши задатак освајањем Мистре 29. маја 1460. године. Чинило се да је савез са моћним племеном Ак Којунлу, који је био најмоћнији ривал Османлија, више него користан.
Трапезунтско царство и Ак Којунлу су имали дугу историју сарадње, јер су у прошлости закључили неколико политичких бракова: Теодорина пра-пра-тетка се удала за Кара Османа, емира Ак Којунлуа. Теодора је била позната по својој лепоти. Један непознати венецијански путник је написао: „Било је опште мишљење да у то време није било жене веће лепоте; и по целој Персији се ширила слава о њеној великој лепоти и врхунском шарму.“ Узун Хасан је жељно пристао да буде заштитник Трапезунтског царства, и пристао је на  низ других уступака, у замену за Теодорину руку. Вести о Теодори као принцези од Трапезунта која је била удата за моћног Узун Хасана прошириле су се на Запад и помогле у подстицању прича о принцези од Трапезунта.
Међутим, овај савез није помогао Јовановом наследнику, његовом брату цару Давиду. Султан Мехмед II, османски владар, кренуо је на царски град Трапезунт 1461. Узун Хасан је у почетку подржавао Трапузент, али су га Османлије убедиле да престане са пружањем подршке Трапезунту након неуспелог посредовања његове мајке Саре Хатун. Након што је обезбедио источну границу, султан Мехмед II је напао Трапезунт, који се предао 15. августа 1461, чиме је Трапезунтско царство престало да постоји.

## Каснији живот
Након пада Трапезунта, цар Давид Велики Комнин је стављен у кућни притвор. Године 1463. цар Давид је откривен како покушава да пошаље тајно писмо Теодори, што је султану Мехмеду II дало потребан изговор да се једном заувек отараси цара Давида. Он је ово писмо сматрао завером да се уз помоћ Ак Којунлуа поново заузме Трапезунтско царство и наредио је да се погубе цар Давида, његови синови и његовог синовац 1. новембра 1463. године.
Упркос смрти стрица, Теодора је наставила да утиче на свог мужа у спољним пословима. Према Ентони Брајеру, она је била покретачка снага иза дипломатских преговора у Венецији 1465-1466, са кнезом Стефаном III Молдавским 1474. године. Када је млетачки дипломата Катерино Зено дошао на двор Узун Хасана 1473. године, једна од првих особа које је срео била је Теодора. Он је жени открио да су у сродству и на основу тога му је омогућила приступ њој и Узун Хасану током његовог боравка. Франц Бабингер наводи да је била присутна у бици код Отлукбелија (1473), где је наговарала свог мужа да прогони поражену војску султана Мехмеда II како би га потпуно уништила.
После смрти Узун Хасана 1478. године, о њој се не зна много. Сахрањена је у цркви Светог Ђорђа у Дијарбакру, где је њена гробница показана италијанском посетиоцу 1507. године. Међутим, структура је оштећена 1883. и више се не може видети.

## Породица
Узун Хасан и Теодора су имали најмање два сина и три ћерке:
- Максуд - бег (? - 1478). Погубио његов полубрат Халил 1478. године;
- Масих - бег (? - пре 1473)
- Халима Аламшах Хатун[16] (1460–1522). Удала се за свог рођака шеика Хајдара (син Хатиџи Хатун, сестре њеног оца Узн Хасана, и шеика Џунејда) 1471/1472. Имали су три сина и четири ћерке. Један од њих је био шах Исмаил I, отац шаха Тахмаспа I. У хришћанским изворима се звала Марта.
- Две друге ћерке које је Катерино Зено упознао у Дамаску, где су разговарали на понтијском грчком.